# Meierwik (Schiff)
Die Meierwik war ein Passagierschiff der Flensburger Förde-Reederei. Sie lief am 15. Juni 1963 vom Stapel und war eine verbreiterte Version ihrer Vorgängerschiffe. Zudem hatte sie von Anfang an einen kleinen Salon auf dem Oberdeck. Dadurch eignete sie sich noch besser als ihre Schwesterschiffe zum Einsatz bei Butterfahrten, für die sie im Bereich der Flensburger Förde eingesetzt wurde. Zunächst fuhr sie von Langballigau über Kappeln nach Sonderburg, ab 1970 von Glücksburg nach Gravenstein. Obwohl sie seit ihrer Auslieferung einen kleinen Salon auf dem Oberdeck hatte, wurde dieses auch bei ihr 1974 vollständig eingedeckt. Den Umbau machte die Friedrichswerft in Kiel.
Im März 1986 ging das Schiff an die Indosuez Handels GmbH & Co. KG, die es an die nigerianische Lagos State Ferry Services Corporation weiterverkaufte. Zusammen mit der Holnis wurde die Meierwik an Bord des Schwergutschiffs Stellaprima (IMO-Nr. 7393183) nach Lagos überführt, wo sie ab April 1986 mit dem Namen Akassa als Fähre zum Einsatz kam. Das Schiff wurde circa 1988 nach einem Maschinenschaden in Nigeria aufgelegt. Der weitere Verbleib ist unbekannt.